# Görög drachma
A görög drachma (görögül: Ελληνική δραχμή) ISO 4217-kód: GRD Görögország hivatalos pénzneme volt az euró bevezetése előtt, váltópénze a lepton, defteroleptοn.